# Телух (фема)
Фема Телух (грец. θέμα Τελούχ) або фема Доліха (грец. θέμα Δολίχη) — військово-адміністративна одиниця Візантійської імперії (фема), яка розташовувалась в Сирії. Назва походить від міста Доліха (відоме також як Телух). Одна з так званих «малих фем». Утворено приблизно 962 року. Остаточно припинила існування 1086 року внаслідок завоювання сельджуками.

## Історія
У 962 році візантійські війська відвоювали у Алеппського емірату частину західної Сирії. Навколо міст Германікея та Доліха було облаштовано фему. Спочатку головним завданням було створення передового порного укріплення для наступу на Антіохію. Слідом захопленням останньої у 969 році залога Телуха тепер повинна була прикривати нофу Антіохійську фему зі сходу. Протягом X—XI ст. телух виконував роль важливої фортеці у боротьбі з еміратом Алеппо. Його стратеги здійснювали розвідку, також тут накопичувалися необхідні харчі та зброя. Звідси виступали у похід візантійські війська.
У 1030 році імператор Роман III спробував захопити Алеппо, проте невдало. Тоді у 1030—1031 роках стратег телуха Георгій Маніак завдяки дипломатії зумів зайняти Едессу, а потім змусити еміра Алеппо визнати зверхність візантійської імперії. З цього моменту загроза для візантійських володінь в Сирії частково зникає.
У 1040-х роках телух відігравав важливу роль під час протистояння Візантії і Фатимідського халіфату. Після цього головним завданням стратега феми стало захист від нападів бедуїнів на візантійські володіння. З кінця 1050-х років значення феми як опорної бази зростає з огляду на вторгнення загонів сельджуків. У 1060-х роках Телух регулярно використовував імператор Роман IV під час своїх походів проти Сельджуцької держави.
Після поразки візантійців у битві біля Манцикерта 1071 року, почався наступ сельджуків на Кілікію та Сирію. В цей час фема увійшла до так званої держави Філарета Варажнуні, що номінально визнавав владу візантійського імператора. У 1086 році після припинення її існування фема Телух стала частиною держави Сельджуків.

## Адміністрація
Охоплювало територію власне міста Телуха (Доліхи) та сусідніх міст Германікея і Мараш. На чолі стояв стратег, але його ранг невідомий.

## Відомі стратеги
- Георгій Маніак (1029—1032)